# روجر أوسبورن
روجر أوسبورن (بالإنجليزية: Roger Osborne)‏ (9 مارس 1950 في المملكة المتحدة - ) هو لاعب كرة قدم بريطاني في مركز الوسط. لعب مع إيبسويتش تاون وكولتشستر يونايتد وديترويت إكسبرس ‏ وبرينتري تاون وFelixstowe & Walton United F.C. ‏ وSudbury Town F.C. ‏.

## وصلات خارجية
- روجر أوسبورن على موقع قاعدة بيانات كرة القدم.إي يو (الإنجليزية)